# Porcellidium paguri
Porcellidium paguri is een eenoogkreeftjessoort uit de familie van de Porcellidiidae. De wetenschappelijke naam van de soort is voor het eerst geldig gepubliceerd in 1986 door Ho.